# Jean Xhenceval

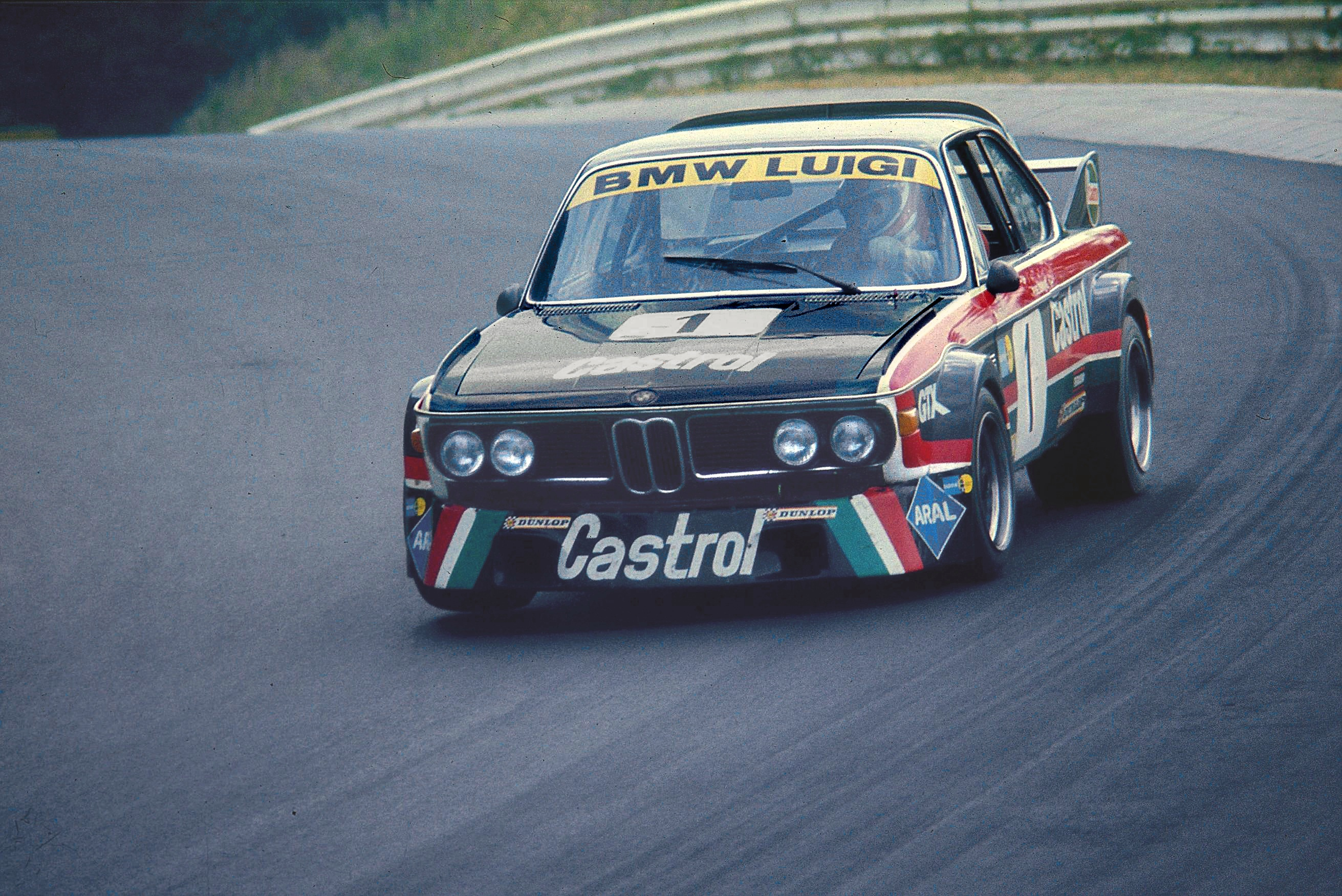
Jean Xhenceval im Luigi-BMW CSL beim Training zum 6-Stunden-Rennen auf dem Nürburgring 1976

Jean Xhenceval (* 6. Februar 1945 in Comblain-au-Pont) ist ein ehemaliger belgischer Autorennfahrer.

## Karriere
Xhenceval feierte seine größten Erfolge in den 1970er-Jahren im Tourenwagensport. 1976 gewann er die Gesamtwertung der Europa-Tourenwagenmeisterschaft. 1974 und 1975 sicherte er sich auf einem BMW 3.0 CSL den Gesamtsieg beim 24-Stunden-Rennen von Spa-Francorchamps. 1974 war Pierre Dieudonné sein Partner. 1974 war Alain Peltier der dritte Pilot; 1975 Hughes de Fierlant.

## Statistik

### Le-Mans-Ergebnisse
| Jahr | Team                 | Fahrzeug         | Teamkollege      | Teamkollege      | Platzierung            | Ausfallgrund |
| ---- | -------------------- | ---------------- | ---------------- | ---------------- | ---------------------- | ------------ |
| 1977 | Luigi Racing         | BMW 3.0 CSL      | Pierre Dieudonné | Spartaco Dini    | Rang 8 und Klassensieg |              |
| 1980 | Charles Pozzi Racing | Ferrari 512BB    | Pierre Dieudonné | Hervé Regout     | Rang 10                |              |
| 1981 | Rennod Racing        | Ferrari 512BB LM | Pierre Dieudonné | Jean-Paul Libert | Rang 9                 |              |

### Einzelergebnisse in der Sportwagen-Weltmeisterschaft
| Saison | Team                        | Rennwagen                       | 1   | 2   | 3   | 4   | 5   | 6   | 7   | 8   | 9   | 10  | 11  | 12  | 13  | 14  | 15  | 16  | 17  |
| ------ | --------------------------- | ------------------------------- | --- | --- | --- | --- | --- | --- | --- | --- | --- | --- | --- | --- | --- | --- | --- | --- | --- |
| 1972   | Precision Liegeoise         | BMW 2800 CS                     | BUA | DAY | SEB | BRH | MON | SPA | TAR | NÜR | LEM | ZEL | WAT |     |     |     |     |     |     |
| 1972   | Precision Liegeoise         | BMW 2800 CS                     |     |     |     |     | DNF |     |     |     |     |     |     |     |     |     |     |     |     |
| 1974   | Jean Xhenceval              | BMW 3.0 CSL                     | MON | SPA | NÜR | IMO | LEM | ZEL | WAT | LEC | BRH | KYA |     |     |     |     |     |     |     |
| 1974   | Jean Xhenceval              | BMW 3.0 CSL                     | 10  |     |     |     |     |     |     |     |     |     |     |     |     |     |     |     |     |
| 1979   | Luigi Racing                | BMW 530i                        | DAY | SEB | MUG | TAL | DIJ | RIV | SIL | NÜR | LEM | PER | DAY | WAT | SPA | BRH | ROA | VAL | ELS |
| 1979   | Luigi Racing                | BMW 530i                        |     |     |     |     |     |     |     |     |     | DNF |     |     |     |     |     |     |     |
| 1980   | Charles Pozzi Bastos Racing | Ferrari 512 BB Chevrolet Camaro | DAY | BRH | SEB | MUG | MON | RIV | SIL | NÜR | LEM | DAY | WAT | SPA | MOS | ROA | VAL | DIJ |     |
| 1980   | Charles Pozzi Bastos Racing | Ferrari 512 BB Chevrolet Camaro |     |     |     |     |     |     |     |     | 10  |     |     | 17  |     |     |     |     |     |
| 1981   | Rennod Racing Bastos Racing | Ferrari 512 BB BMW 530i         | DAY | SEB | MUG | MON | RIV | SIL | NÜR | LEM | PER | DAY | WAT | SPA | MOS | ROA | BRH |     |     |
| 1981   | Rennod Racing Bastos Racing | Ferrari 512 BB BMW 530i         |     |     |     |     |     |     |     | 9   |     |     |     | 4   |     |     |     |     |     |